# Homo cepranensis
Homo cepranensis е изчезнал вид от род Човек, известен само от част от череп, открита през 1994. Фосилът е открит от археолога Итало Бидуту край град Чепрано, Италия. Възрастта му е по-голяма, отколкото на находките на Homo antecessor в Испания и се оценява на 800 – 900 хиляди години. Характеристиките на черепа имат сходства с тези на Homo erectus и на по-късния Homo heidelbergensis. Наличните данни са недостатъчни, за да се направи по-пълно описание на вида.